# 滙景花園

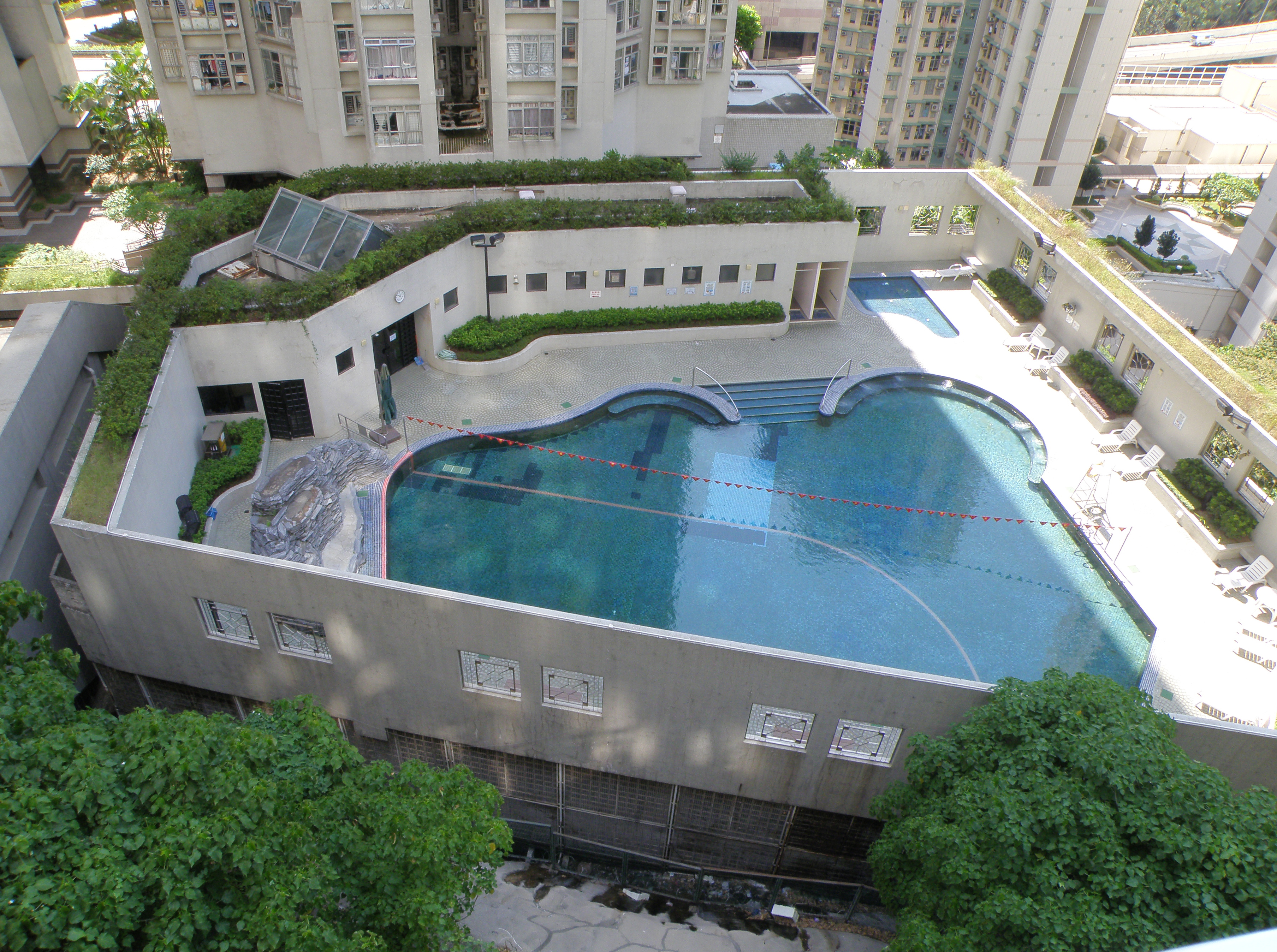
滙景花園泳池

滙景花園（英語：Sceneway Garden）位於香港九龍觀塘區藍田匯景道1-17號，是大型私人屋苑之一，座落在港鐵藍田站上蓋，為其鐵路沿線物業。屋苑於1989年2月由東區海底隧道財團批出發展權，1991年12月至1992年4月落成入伙。共設17座，合共提供4,112個住宅單位。
此屋苑由劉榮廣伍振民建築師事務所設計，發展商是長江實業、熊谷組及何添合組之「銀宇有限公司」。
匯景花園雖位處蓝田站上蓋，但並非由港鐵公司所發展之屋苑項目。由於建在小山丘上面，向南前排單位可以享有香港島以至維港煙花海景。

## 歷任業主委員會主席
- 張順華

## 位置
滙景花園位處2號幹綫的一個平台之上，下面是滙景廣場，且有天橋直通港鐵藍田站。滙景花園一共有17座，9至17座屬於較早啟用的B期，每座28層高；1至8座則屬於A期，每座31至34層高。

## 間隔
滙景花園劃一採用鑽石井型大廈設計，提供面積由674呎兩房戶至最大的913方呎三房連套房。兩房戶由674呎至最大的680方呎，數呎之差純粹因高低層的牆身有別，間隔一律有小走廊、方形房間兼有窗台。兩房戶僅得第一至第八座的ABCD室供應，佔全苑的25%。屋苑三房單位，面積由783至785呎，佔總供應量的一半，選擇最多。至於910至913方呎則為三房連套房，除了夠闊落，更雄踞9至17座的外圍景觀，大部份單位擁綠油油晒草灣景觀，高層更可遠眺海景。

## 設施
滙景花園的設施包括住客會所，位於4樓，內設多用途主場、健身室、兩個壁球場、桑拿浴室、舞蹈室和乒乓球室。其他設施包括兩個游泳池、網球場和多個兒童遊樂場。平台花園佔地43萬平方呎，中央設有大型廣場，廣場兩則設有緩跑徑及有蓋行人通道連接各座住宅。平台花園外圍則設有幼稚園、老人中心及通道連接滙景廣場。
屋苑附近範圍亦設有1995年落成的茜發道網球場及全港首個興建在已修復堆填區的晒草灣遊樂場，以推動環保為主題，是居民戶外活動的好去處。場內有多用途草地球場（可供足球或棒球使用）、棒球練習場、兒童遊樂場及緩跑徑等，更設有「環保廊」讓公眾了解香港的廢物管理。
屋苑附近的另一個大型私人屋苑麗港城設有廣達30萬平方呎之麗港公園亦在步程十分鐘之內。
屋苑已實施建築物水安全計劃並獲水務署頒發「大廈優質供水認可計劃－食水(管理系統)」金證書。

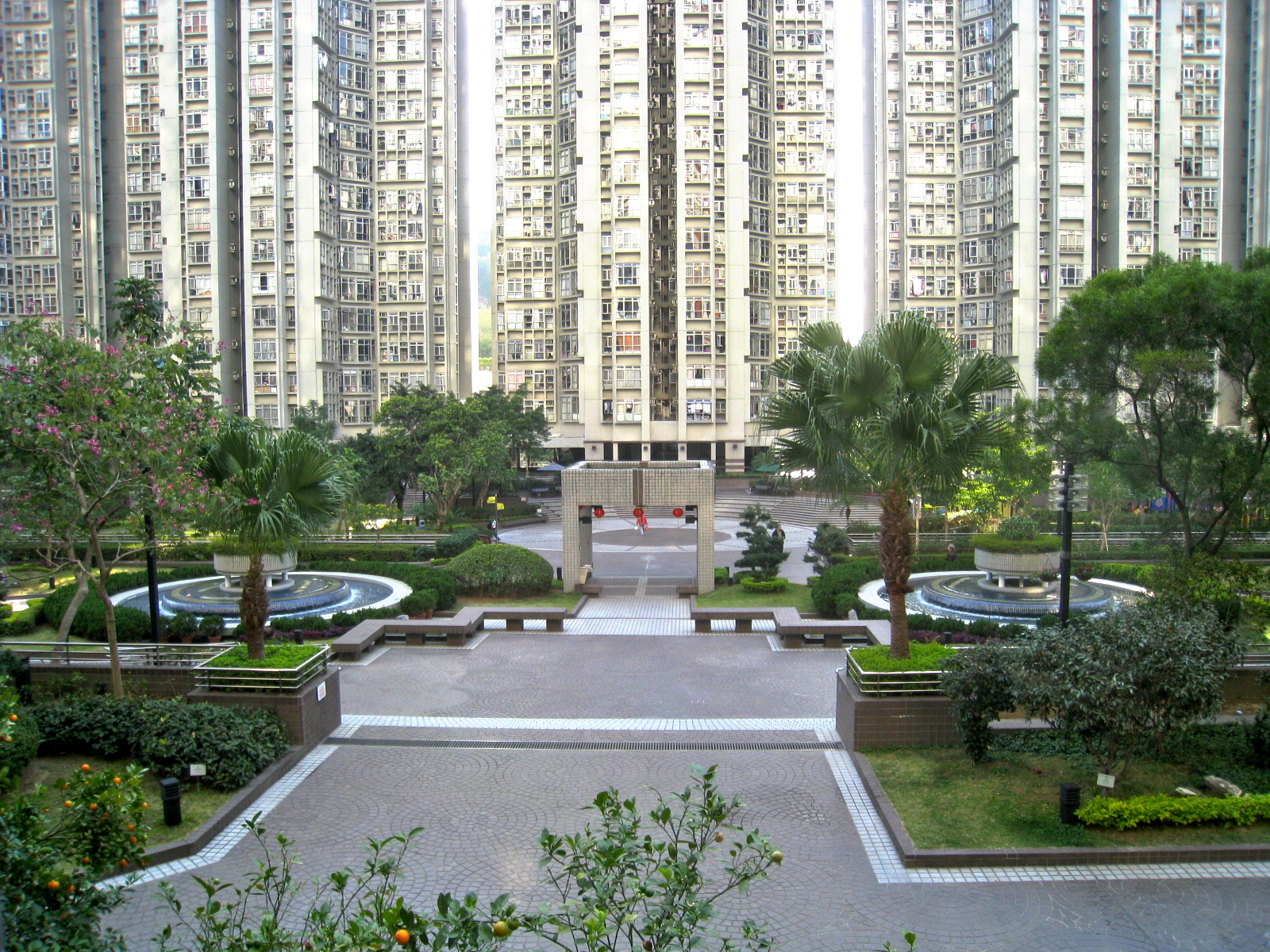
平台花園（1）
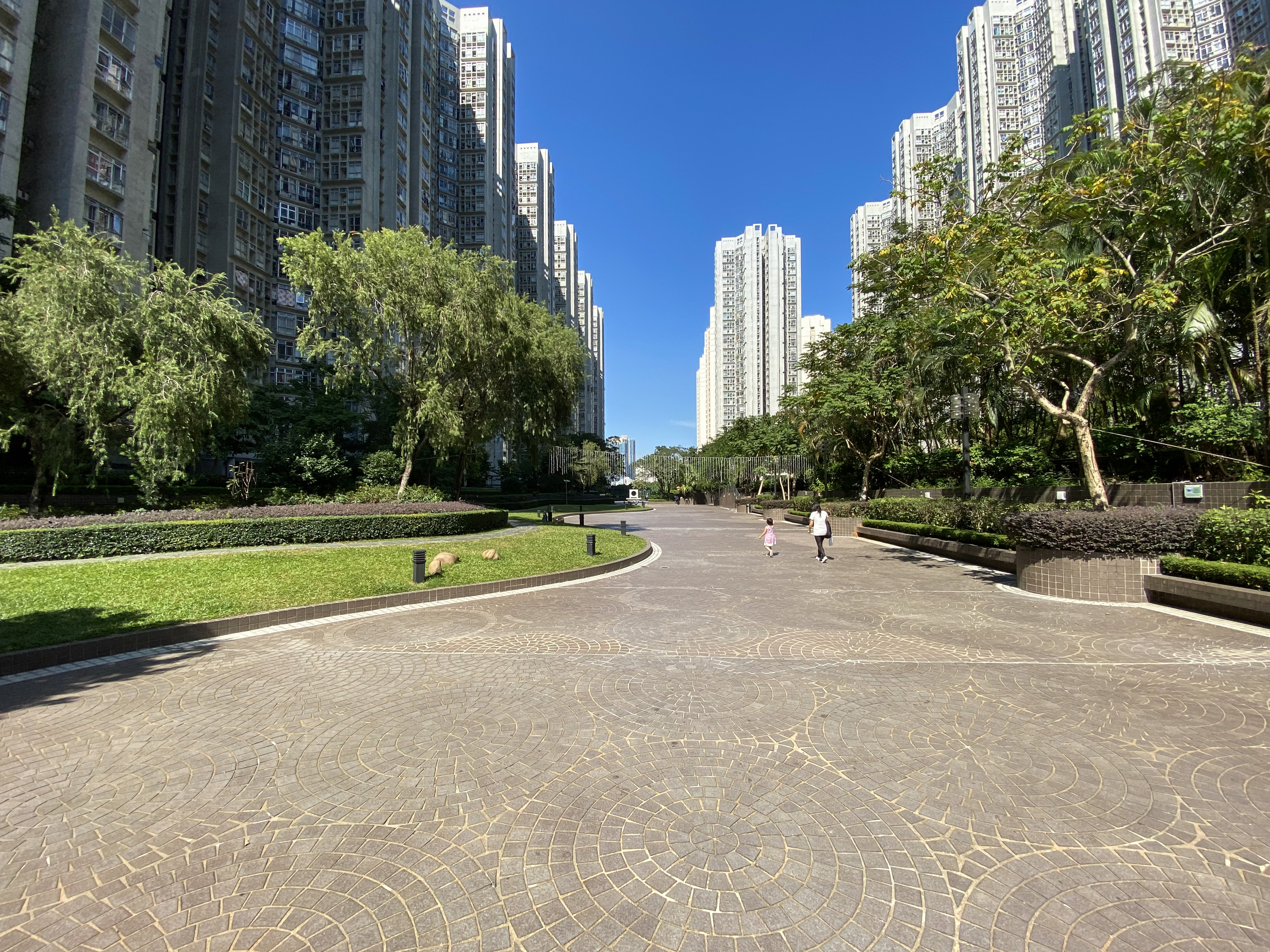
平台花園（2）
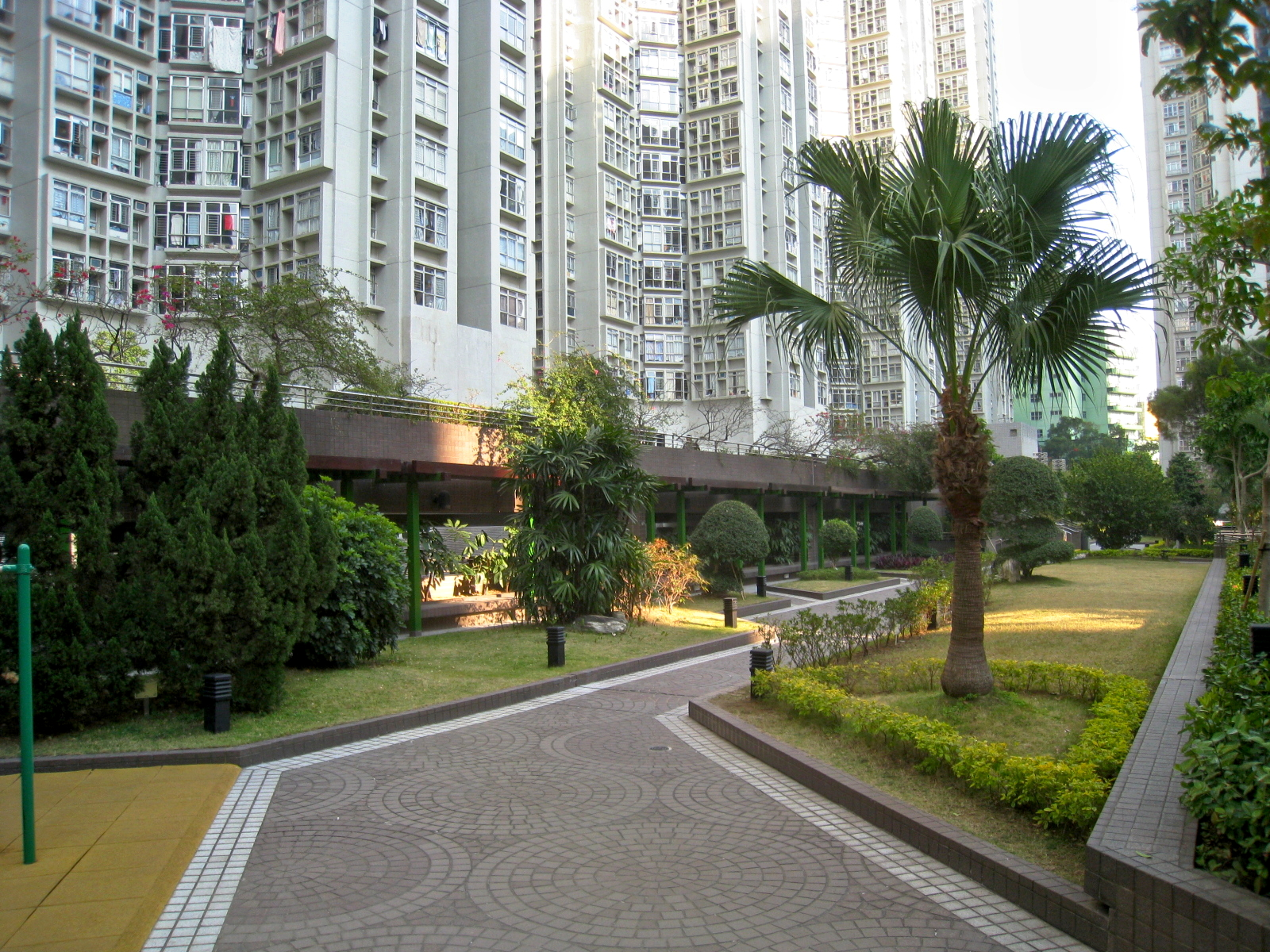
平台花園內的緩跑徑
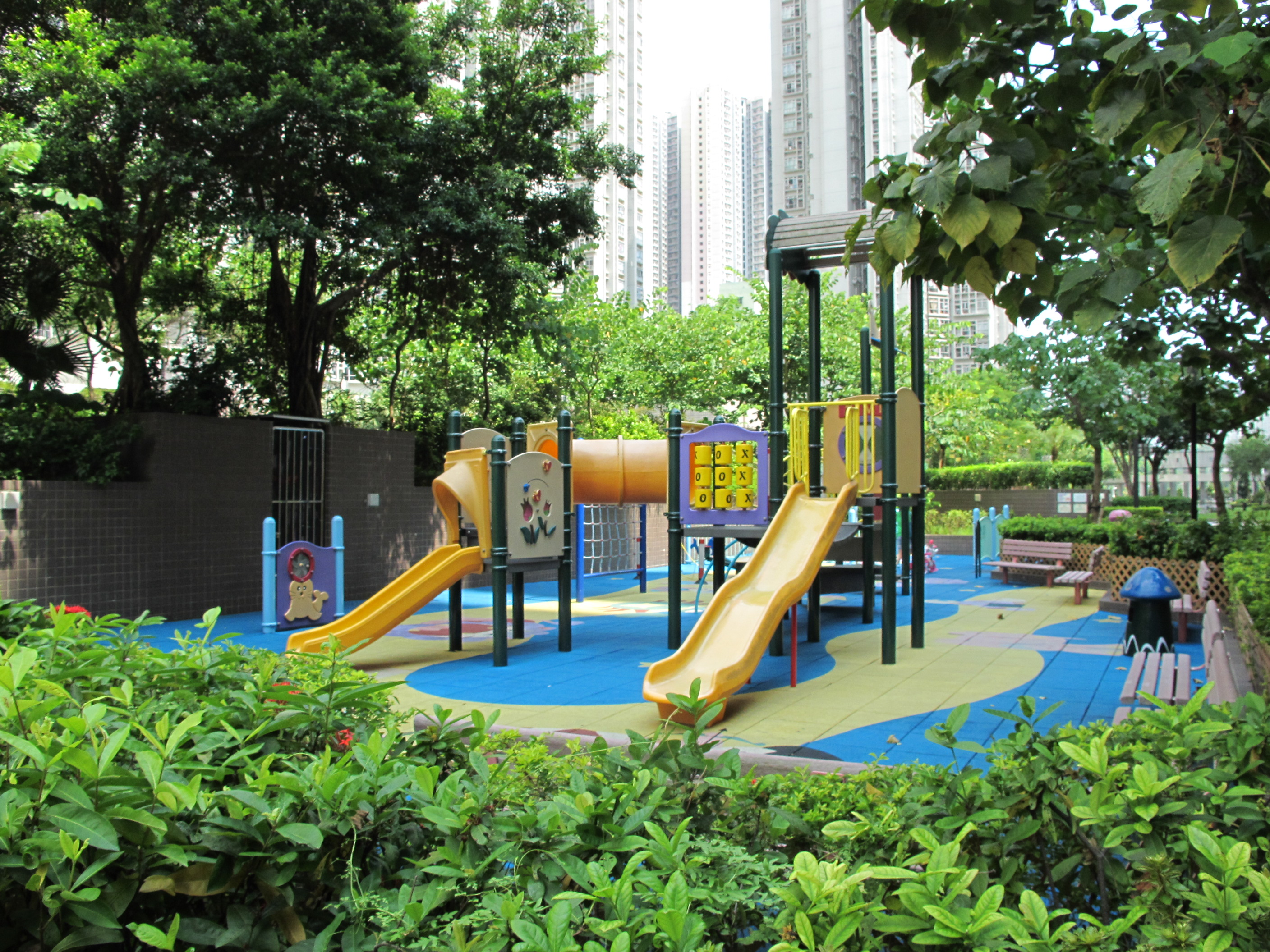
平台花園內的兒童遊樂場
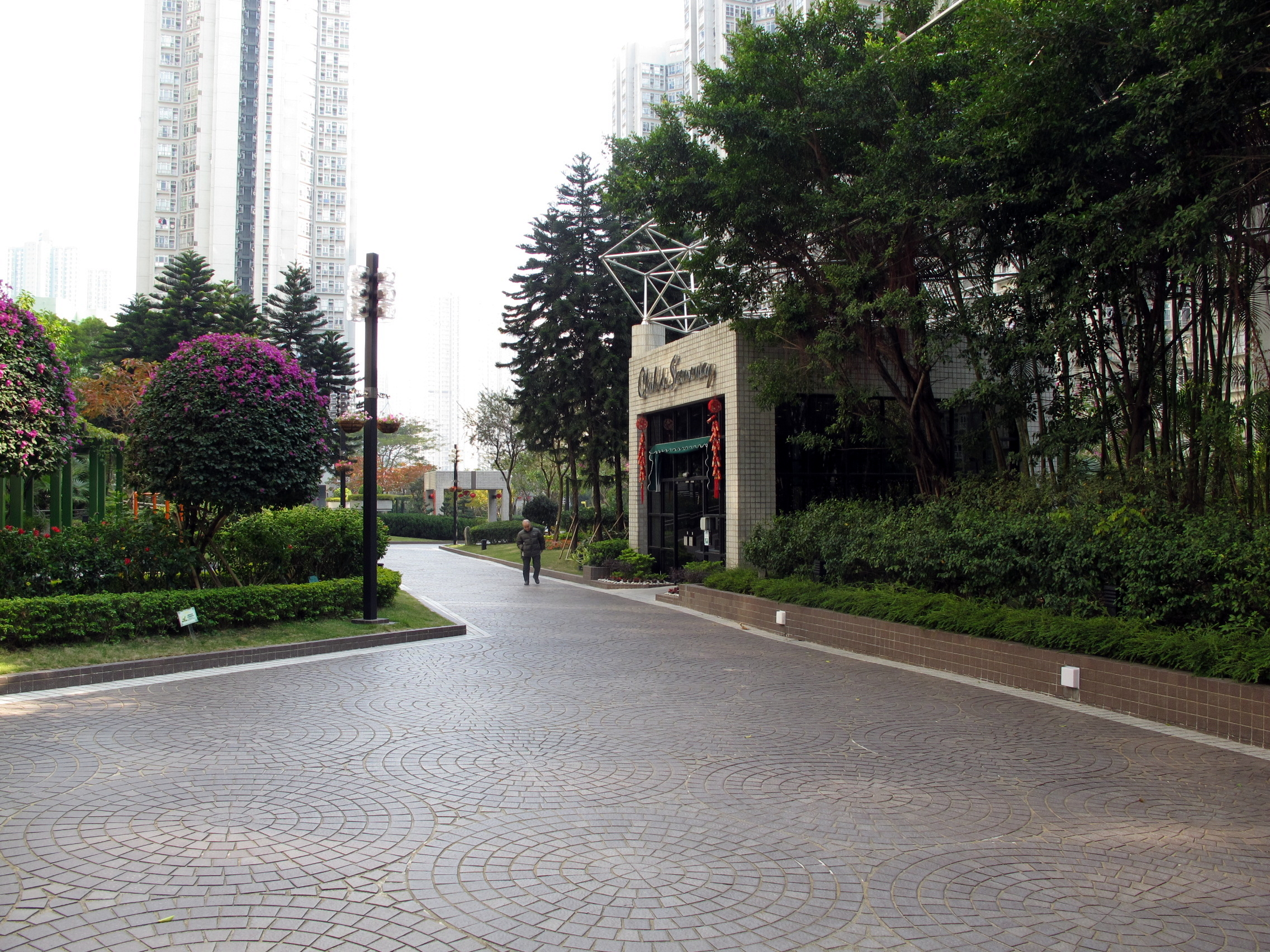
平台花園內會所入口

## 交通
藍田站設有5個出入口，主要連接藍田鯉魚門道、滙景廣場及上蓋物業滙景花園一帶，A出口跨過鯉魚門道經滙景廣場第L3至L5層往滙景花園第2座旁、B出口跨過鯉魚門道經滙景廣場第L5層往滙景道滙景花園第8座旁、D2出口穿過草灣山坡直達滙景道滙景花園第17座旁。而藍田站D1出口穿過草灣山坡直達茜發道滙景花園第17座旁全程設有蓋通道、有蓋天橋及升降機設施可到達位於茶果嶺道麗港城及麗港城商場一帶。
滙景花園座落港鐵藍田站上蓋，亦位處東區海底隧道出口，因此交通非常方便。另外，滙景廣場基座設有公共運輸交匯處。有的士站、小巴站、巴士站、往返皇崗口岸的觀塘24小時跨境快線和機場巴士城巴A22線可供選擇。
道路交通
- 啟田道近鯉魚門道交匯處有天橋進入滙景花園，即匯景道。

### 匯景道

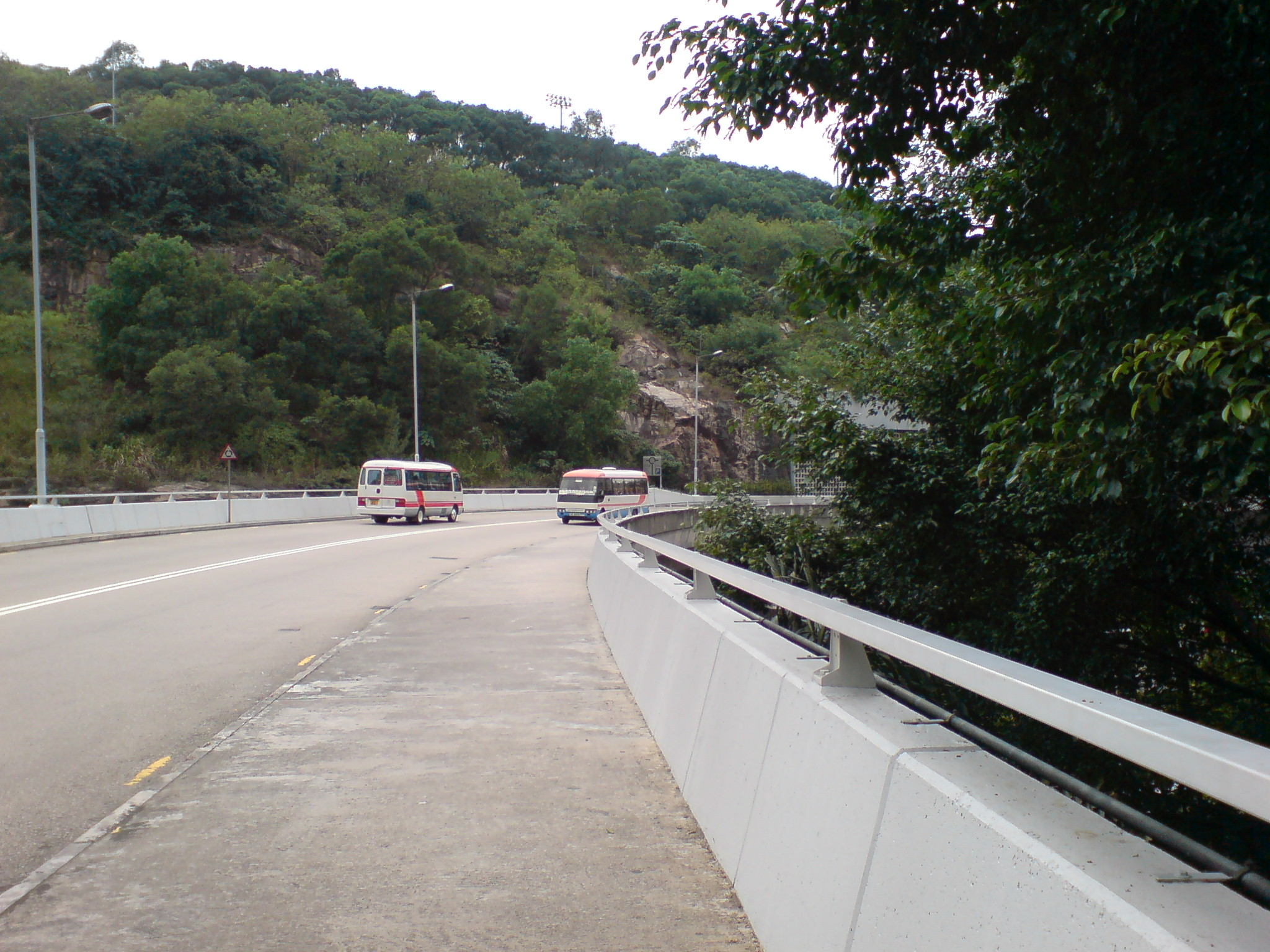
匯景道

匯景道（Sceneway Road）為滙景花園的一條私家路，位於九龍東晒草灣一帶，以通往的滙景花園命名。道路西面連接滙景花園，東面則連接聖公會基孝中學旁的啟田道。此道路為駕車人士前往滙景花園及滙景廣場必經之路，上下課時間均有非滙景花園住戶行走此道路。

## 購物
基座設有街坊式商場滙景廣場外，附近亦設有領展的啟田商場以購買日常用品。住客可以步行約20分鐘或乘港鐵前往觀塘創紀之城五期的apm商場。

## 附近規劃
政府為了增加土地供應，擬把毗鄰滙景花園及麗港城的茜發道山坡地皮放入勾地表，並把該帶地段分批推出。該地皮位處麗港城35座後面，已經平整多時，由於地勢稍高，屬東九龍罕有海景地；此外，地皮以南是佈滿殘破舊樓的茶果嶺道，形成一片超大型發展空間。該地皮距港鐵站約5分鐘步程，社區設施已經完善，海景優越。市場人士估價地價每呎值1萬港元。

## 事故
滙景花園於1991年5月10日建築期間發生四級大火，第9座地庫停車場起火，濃煙瀰漫整個藍田，焚燒達36小時後至翌日才被撲熄，造成3名消防員受傷，地鐵藍田站一度局部封閉。